# Кус—Лоуэр-Ампква—Сайусло
Кус—Лоуэр-Ампква—Сайусло (англ. Coos, Lower Umpqua, and Siuslaw Reservation) — индейская резервация, расположенная в юго-западной части штата Орегон, США.

## Племена
На территории резервации проживают следующие племена и группы:
- Кус
  - Ханис-кус
  - Милук-кус
- Нижние ампква
- Сайусло

## История
Племена не имели контактов с европейцами до 1791 года, когда американский капитан Джеймс Бейкер оказался в этом регионе и торговал с нижними ампква около двенадцати дней. Трапперы, работающие на компанию Гудзонова залива, впервые вступили в контакт с прибрежными племенами в 1820 году. Евразийские эпидемии, оспа в 1824 году и корь в 1836 году, сильно сократили коренное население этого региона. В 1860 году остатки этих и других племён были вытеснены с традиционных территорий и поселены в резервацию Силец.
Конфедеративное племя индейцев кус, нижние ампква и сайусло официально образовалось в 1916 году. В 1938 году племя приняло свою первую конституцию. В 1941 году Бюро по делам индейцев передало небольшой частный участок (6,12 акра) в доверительное управление для племён в городе Кус-Бей. В этой небольшой резервации бюро также построило племенной зал, который включал актовый зал, кухню, офисы и медицинскую клинику. Он всё ещё используется сегодня и включён в Национальный реестр исторических мест США.

## География
Резервация расположена в юго-западной части штата Орегон и состоит из нескольких несмежных участков. Её территория частично охватывает округа Кус, Карри, Линкольн, Дуглас и Лейн.
Общая площадь резервации, включая трастовые земли (0,501 км²), составляет 0,584 км², из них 0,577 км² приходится на сушу и 0,007 км² — на воду. Административным центром резервации является город Кус-Бей.

## Демография
По данным федеральной переписи населения 2010 года, в резервации проживало 47 человек. Согласно федеральной переписи населения 2020 года в резервации проживало 77 человек, насчитывалось 40 домашних хозяйств и 33 жилых дома. Средний возраст, проживающих в Кус—Лоуэр-Ампква—Сайусло, составлял 18,3 года. Средний доход на одно домашнее хозяйство в индейской резервации составлял 39 375 долларов США. Около 13,5 % всего населения находились за чертой бедности, в том числе 11,9 % тех, кому ещё не исполнилось 18 лет, и ни одного старше 65 лет.
Расовый состав распределился следующим образом: белые — 21 чел., афроамериканцы — 0 чел., коренные американцы (индейцы США) — 42 чел., азиаты — 0 чел., океанийцы — 0 чел., представители других рас — 1 чел., представители двух или более рас — 13 человек; испаноязычные или латиноамериканцы любой расы составили 5 человек. Плотность населения составляла 131,8 чел./км².

## Комментарии
1. ↑  В состав резервации входит часть населённого пункта.